# Japanische Waldnatter
Die Japanische Waldnatter (Euprepiophis conspicillata, japanisch ジムグリ bzw. 地潜 Jimuguri) ist eine Natternart der Gattung Euprepiophis, die in Japan verbreitet ist. Sie gilt als nicht gefährdet.

## Merkmale und Lebensweise
Die Japanische Waldnatter hat eine Gesamtlänge von 70 bis 120 cm. Sie ist ovipar. Die Weibchen legen Gelege mit 1 bis 7 Eiern von Juli bis August.
Die Japanische Waldnatter bewohnt hauptsächlich Wälder in Berg- und Hügelgebieten. Darüber hinaus kann sie auf Acker- und Grasland gefunden werden. Sie ernährt sich bevorzugt von kleineren Säugetieren wie Mäusen oder Maulwürfen.

## Verbreitungsgebiet und Gefährdungsstatus
Die Japanische Waldnatter ist in Japan auf den vier Hauptinseln Hokkaidō, Honshū, Shikoku, Kyūshū und den Ryūkyū-Inseln verbreitet sowie auf einigen der umliegenden Inseln wie Yakushima und Tanegashima. Darüber hinaus ist sie auf der Insel Kunaschir nördlich Hokkaidōs, die von Russland und Japan beansprucht wird, verbreitet, jedoch selten. Auf Sadoshima vor der  Westküste Honshūs kommt die Japanische Waldnatter nicht vor.
Die Art wurde zuletzt 2016 von der Weltnaturschutzunion (IUCN) als nicht gefährdet eingestuft, da sie in Japan weit verbreitet ist und relativ häufig angetroffen werden kann. Über mögliche  Bedrohungen für den Bestand der Japanischen Waldnatter ist wenig bekannt.

## Taxonomie
Die Japanische Waldnatter gehört innerhalb der Nattern zur Unterfamilie der Eigentlichen Nattern (Colubrinae). Die Art wurde 1826 von dem deutschen Zoologen Heinrich Boie als Coluber conspicillatus erstbeschrieben. Das Artepitheton conspicillatus ist lateinisch und bedeutet „mit Flecken“ und bezieht sich auf die schwarzen Flecken auf den Köpfen der Jungtiere. Leopold Fitzinger platzierte die Art 1843 in die dazu neugeschaffene Gattung Euprepiophis. Weitere Synonyme waren Elaphis conspicillatus (Duméril, 1854), Proterodon tessellatuys (Hallowell, 1860), Coronella conspicillata (Jan, 1865), Coronella perspicillata (Müller, 1878) und Coluber conspicillatus (Boulenger, 1894).
1907 ordnete Leonhard Stejneger die Art den Kletternattern (Elpahe) zu. Erst nach einer phylogenetischen Untersuchung der Kletternattern in 2002 wird die Japanische Waldnatter zusammen mit zwei weiteren Arten wieder der Gattung Euprepiophis zugeordnet. Es werden keine Unterarten unterschieden.

## Galerie

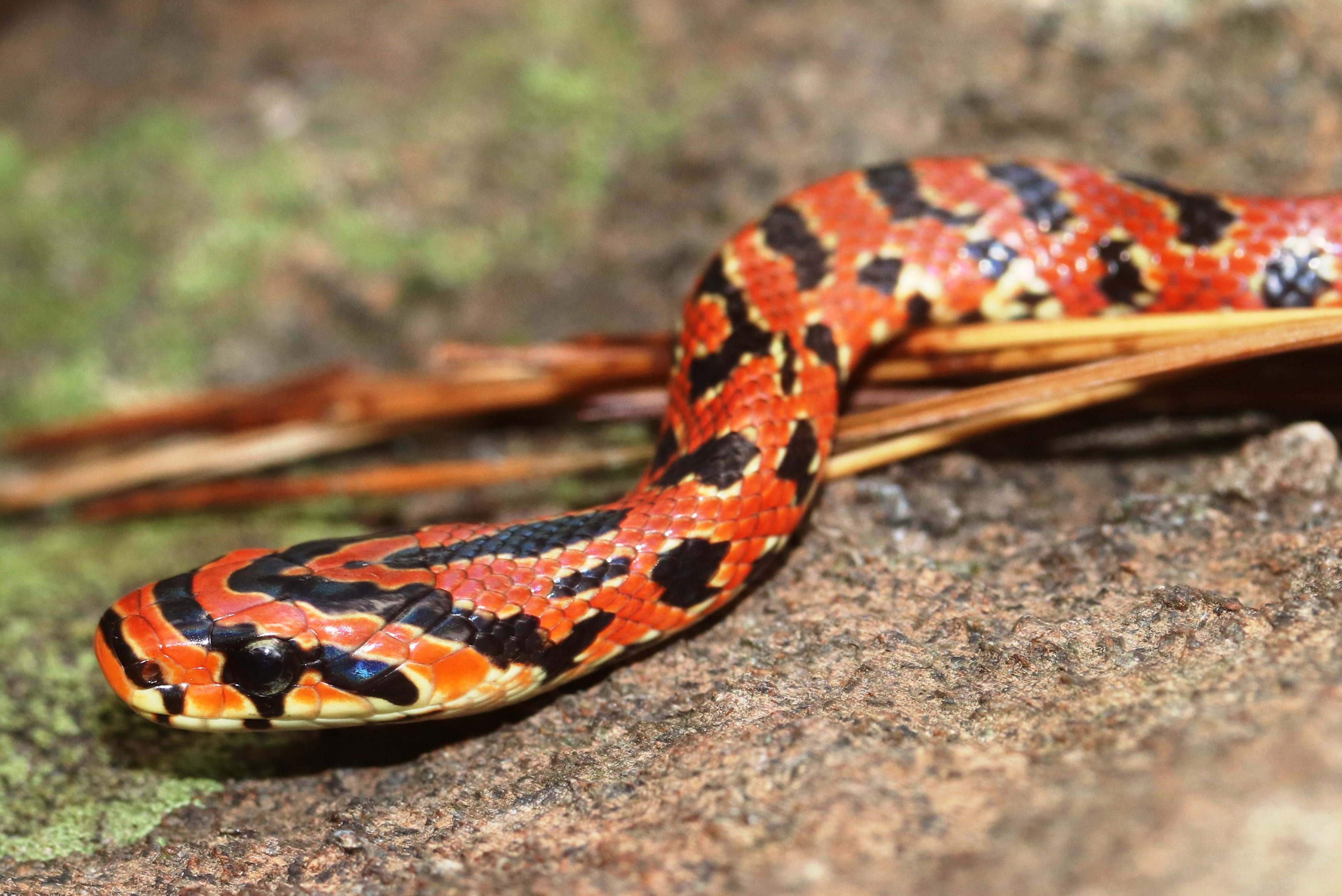
Japanische Waldnatter, Kopf
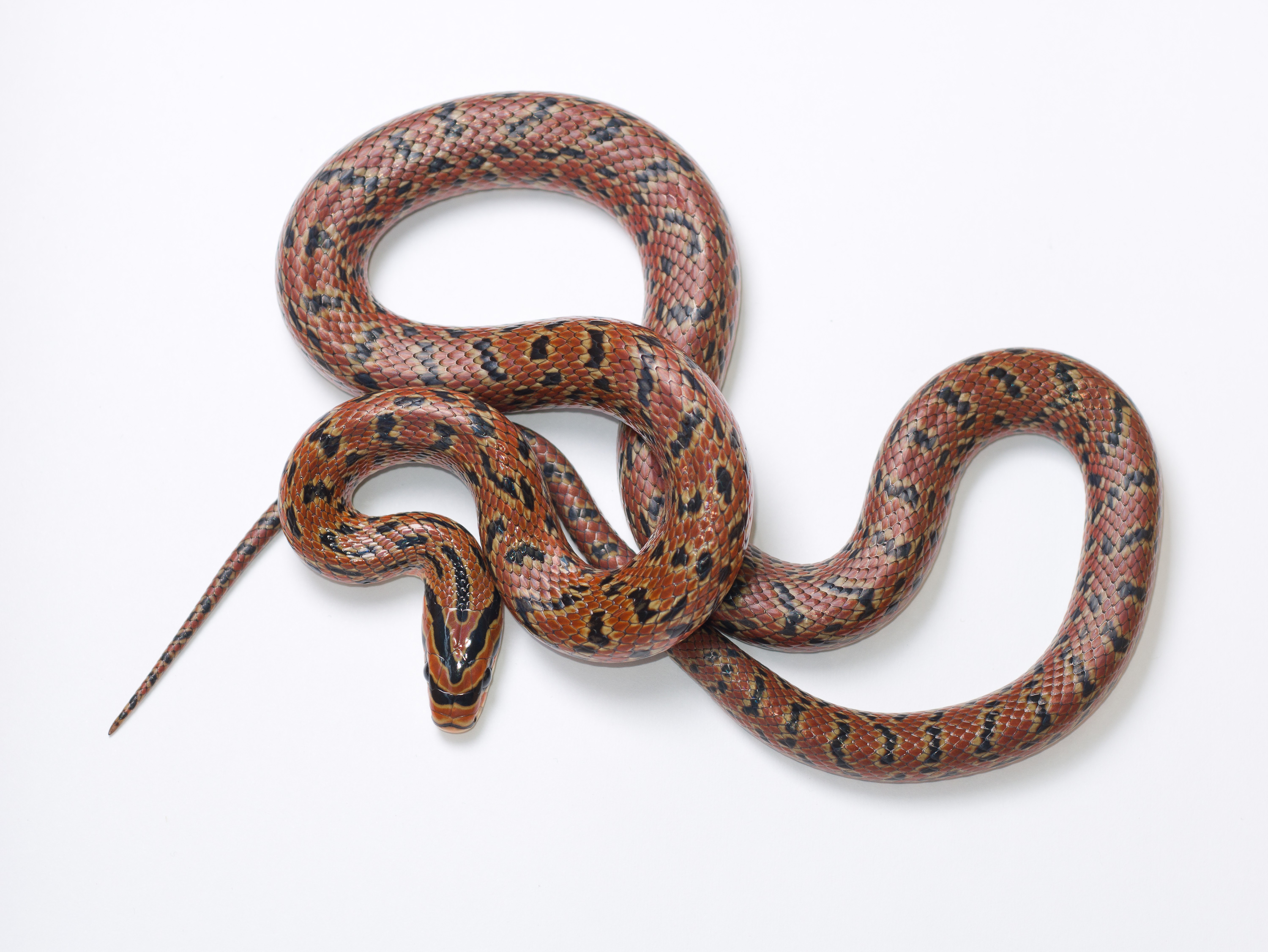
Japanische Waldnatter, dorsal
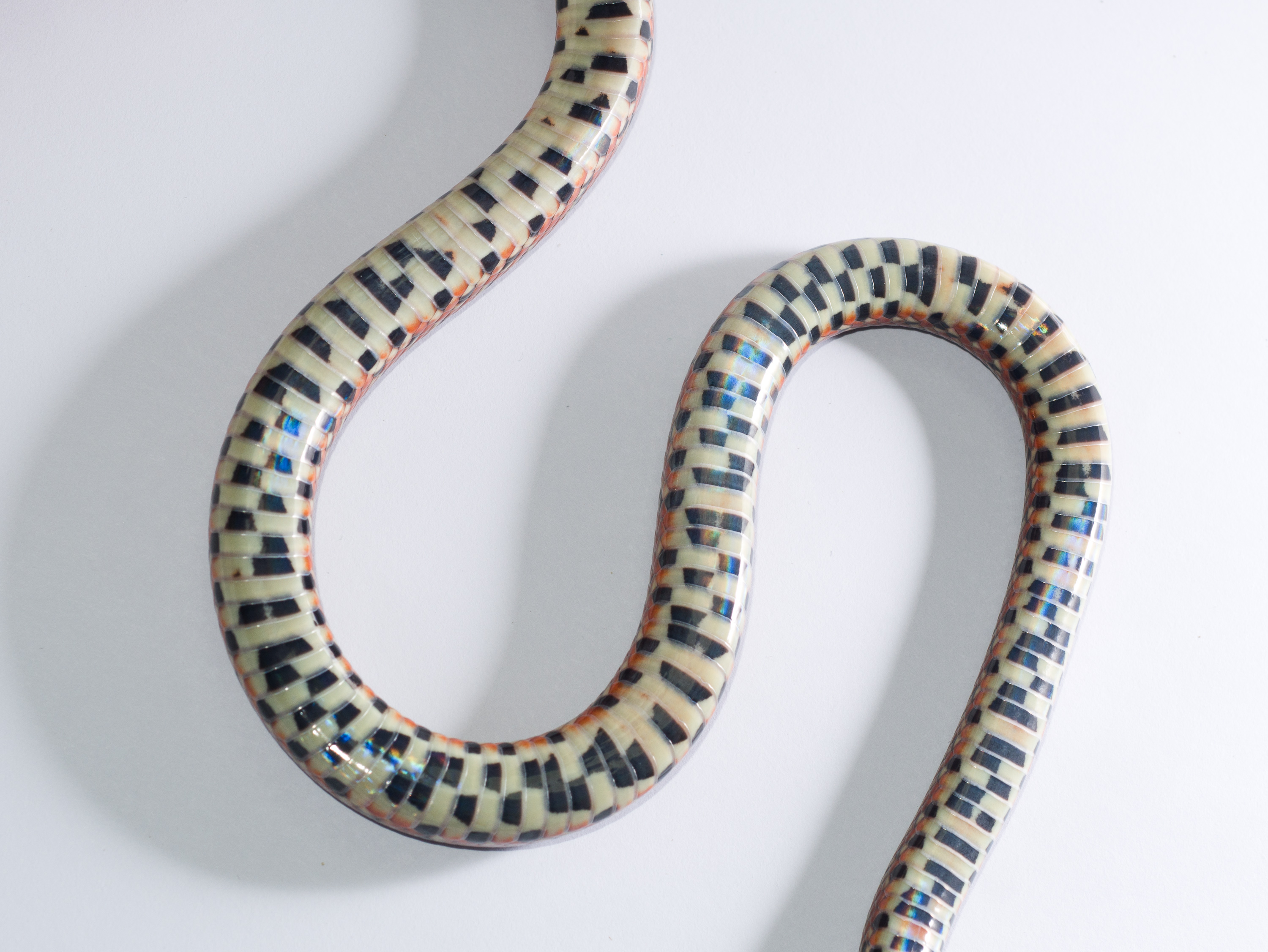
Japanische Waldnatter, ventral
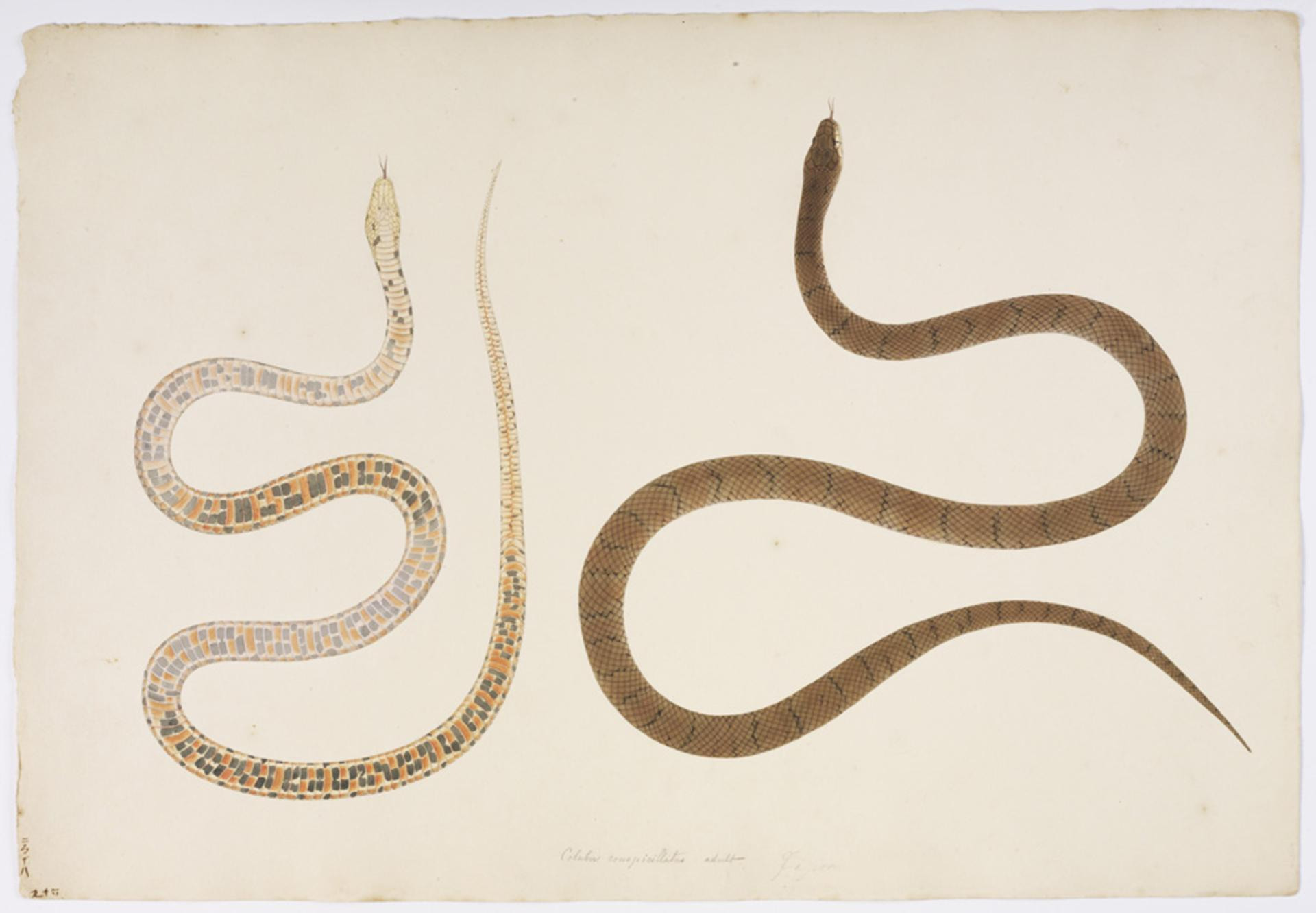
Aquarell-Zeichnung des deutschen Japanforschers Philipp Franz von Siebold, zwischen 1823 und 1829